# Nils Lindberg
Nils Lindberg (* 11. Juni 1933 in Uppsala; † 20. Februar 2022) war ein schwedischer Komponist und Arrangeur, der auch als Jazzmusiker (Piano, Orgel) bekannt wurde.

## Biografie
Nils Lindberg absolvierte eine Ausbildung in klassischer Komposition an der Königlichen Musikhochschule Stockholm. In seinem Stil bezieht er die Volksmusik seiner Heimat Dalarna ein. Er arbeitete sowohl als Komponist, Arrangeur und Pianist zeitgenössischer klassischer Musik wie des Jazz. 1973 erschien 7 Dalmålningar, 1993 sein Werk Requiem für Chor. Mit Musikern wie Jan Allan, Allan Botschinsky, Idrees Sulieman, Eje Thelin, Lars Gullin, Herb Geller, Red Mitchell und eigenem Orchester nahm er seit den frühen 1960er Jahren zahlreiche Alben unter eigenem Namen auf, war Sideman bei Alice Babs und begleitete die Sängerinnen Karin Krog (1977/80) und Lena Jansson (1984/87). Nach 1995 spielte er noch mehrere Alben mit eigenen Chorwerken mit dem Chor von Gustaf Sjökvist ein. Er komponierte auch für Orgel und Sinfonieorchester. Neben seinem Requiem ist insbesondere A Christmas Cantata wiederholt aufgeführt worden.
Lindberg wurde 2003 mit dem Lars-Gullin-Preis ausgezeichnet.

## Diskografie (Auswahl)
- Sax Appeal (1960)
- Trisection (1963)
- Contradictions (club jazz 1) (1970)
- 7 dalmålningar (1973)
- Reflections (1975)
- Saxes Galore (1979)
- Brass Galore (1981)
- Big Band Galore (1984)
- O Mistress Mine (1990)
- Melody in Blue (1993)
- Requiem (1994)
- Alone with My Melodies (1995)
- Third Saxes Galore (2000)
- The Sky, the Flower and a Lark (2001)